# (3553) Maera
(3553) Maera es un asteroide que forma parte de los asteroides Amor y fue descubierto el 14 de mayo de 1985 por Carolyn Jean S. Shoemaker desde el observatorio del Monte Palomar, Estados Unidos.

## Designación y nombre
Maera recibió al principio la designación de 1985 JA.
Posteriormente, en 1987, se nombró por Maera, un personaje de la mitología griega.

## Características orbitales
Maera orbita a una distancia media del Sol de 1,645 ua, pudiendo alejarse hasta 2,171 ua y acercarse hasta 1,118 ua. Tiene una inclinación orbital de 36,77 grados y una excentricidad de 0,3202. Emplea 770,3 días en completar una órbita alrededor del Sol.
Maera es un asteroide cercano a la Tierra.

## Características físicas
La magnitud absoluta de Maera es 16,4 y el periodo de rotación de 3,194 horas.